# Diaspidiotus zonatus
Diaspidiotus zonatus är en insektsart som först beskrevs av Georg von Frauenfeld 1868.  Diaspidiotus zonatus ingår i släktet Diaspidiotus och familjen pansarsköldlöss. Arten är reproducerande i Sverige. Inga underarter finns listade i Catalogue of Life.